# Symplocos atlantica
Symplocos atlantica är en tvåhjärtbladig växtart som beskrevs av Aranha. Symplocos atlantica ingår i släktet Symplocos och familjen Symplocaceae. Inga underarter finns listade i Catalogue of Life.